# Liste bekannter Altorientalisten
In dieser Liste werden Altorientalisten – früher auch Assyriologen genannt – gesammelt, die für dieses Fach habilitiert wurden, als Autoren relevant sind oder andere bedeutende Beiträge zur Altorientalistik geleistet haben. Altorientalisten beschäftigen sich wissenschaftlich mit der Geschichte, Kultur und vor allem den Sprachen des Alten Orients. So gehören zu den Assyriologen, die sich mit den alten, Akkadisch sprechenden Völkern beschäftigt, auch die Sumerologen, die sich mit dem Volk der Sumerer beschäftigen, und die Hethitologen, die sich vor allem mit den Hethitern und anderen Völkern Altanatoliens befassen. Im weiteren Sinne können auch noch die Erforscher der Randkulturen zu den Altorientalisten gerechnet werden. Von ihnen unterschieden werden die Vorderasiatischen Archäologen, wiewohl beide Disziplinen eng miteinander verzahnt und aufeinander angewiesen sind.

## A
- Jussi Aro (Finne, 1928–1983)

## B
- Hans Bauer (Deutscher, 1878–1937)
- Gary Michael Beckman (US-Amerikaner, * 1948)
- Carl Bezold (Deutscher, 1859–1922)
- Robert D. Biggs (US-Amerikaner, * 1934)
- Rykle Borger (Niederländer, 1929–2010)
- Helmuth Theodor Bossert (Deutscher, 1889–1961)
- Jean Bottéro (Franzose, 1914–2007)
- Pierre Briant (Franzose, * 1940)
- Trevor Bryce (Australier, * 1940)

## C
- Eva Cancik-Kirschbaum (Deutsche, * 1965)
- Guillaume Cardascia (Franzose, 1914–2006)
- Onofrio Carruba (Italiener, 1930–2016)
- Elena Cassin (Italienerin, 1909–2011)
- Georges Contenau (Franzose, 1877–1964)

## D
- Muayad S. B. Damerji (Iraker)
- Muchammad Dandamajew (Dagestaner, 1928–2017)
- Friedrich Delitzsch (Deutscher, 1850–1922)
- Karlheinz Deller (Deutscher, 1927–2003)
- Édouard Dhorme (Franzose, 1881–1966)
- Igor Diakonow (Russe, 1914–1999)
- Manfried Dietrich (Deutscher, 1935–2024)
- Veysel Donbaz (Türke, * 1939)

## E
- Erich Ebeling (Deutscher, 1886–1955)
- Dietz Otto Edzard (Deutscher, 1930–2004)
- Hans Ehelolf (Deutscher, 1881–1939)

## F
- Adam Falkenstein (Deutscher, 1906–1966)
- Margarete Falkner Weidner (Deutsche, 1922–1962)
- Hugo Heinrich Figulla (Deutscher, 1885–1969)
- Emil Forrer (Schweizer, 1894–1986)
- Eckart Frahm (Deutscher, * 1967)
- Henri Frankfort (Niederländer, 1897–1954)
- Gabriella Frantz-Szabó (Ungarin, * 1937)
- Helmut Freydank (Deutscher, * 1935)
- Johannes Friedrich (Deutscher, 1893–1972)
- Andreas Fuchs (Deutscher, * 1960)

## G
- Kurt Galling (Deutscher, 1900–1987)
- Hannes D. Galter (Österreicher, * 1954)
- John Garstang (Brite, 1876–1956)
- Ignace Gelb (US-Amerikaner, 1907–1985)
- Markham J. Geller (US-Amerikaner, * 1949)
- Albrecht Götze (Deutscher, 1897–1971)
- Oliver R. Gurney (Brite, 1911–2001)
- Brigitte Groneberg (Deutsche, * 1945)
- Georg Friedrich Grotefend (Deutscher, 1775–1835)
- Hans Gustav Güterbock (Deutscher, später US-Amerikaner, 1908–2000)

## H
- Volkert Haas (Deutscher, 1936–2019)
- William W. Hallo (US-Amerikaner, 1928–2015)
- Paul Haupt (Deutsch-US-Amerikaner, 1858–1926)
- Joost Hazenbos (Niederländer, * 1962)
- Wouter F. M. Henkelman (Niederländer, * 1974)
- Ernst Herzfeld (Deutscher, 1879–1948)
- Hermann Volrath Hilprecht (Deutsch-US-Amerikaner, 1859–1925)
- Edward Hincks (Ire, 1792–1866)
- Harry Angier Hoffner, Jr. (US-Amerikaner, 1934–2015)
- Fritz Hommel (Deutscher, 1854–1936)
- Theo van den Hout (Niederländer, * 1953)
- Bedřich Hrozný (Tscheche, 1879–1952)
- Blahoslav Hruška (Tscheche, 1945–2008)

## J
- Thorkild Jacobsen (Däne, 1904–1993)
- Liane Jakob-Rost (Deutsche, * 1928)
- Peter Jensen (Deutsch-Däne, 1861–1936)
- Alfred Jeremias (Deutscher, 1864–1935)
- Michael Jursa (Österreicher, * 1966)

## K
- Annelies Kammenhuber (Deutsche, 1922–1995)
- Thomas Richard Kämmerer (Deutscher, * 1962)
- Jean Kellens (Belgier, * 1944)
- Karlheinz Kessler (Deutscher, * 1948)
- Horst Klengel (Deutscher, 1933–2019)
- Jörg Klinger (Deutscher)
- Silvin Kosak (Slowene, 1942–2022)
- Samuel Noah Kramer (US-Amerikaner, 1897–1990)
- Hans Martin Kümmel (Deutscher, 1937–1986)

## L
- René Labat (Franzose, 1904–1974)
- Benno Landsberger (Deutscher, 1890–1968)
- Emmanuel Laroche (Franzose, 1914–1991)
- François Lenormant (Franzose, 1837–1883)
- Franz de Liagre-Böhl (Niederländer, 1882–1976)
- Edward Lipiński (Pole, 1930–2024)
- Enno Littmann (Deutscher, 1875–1958)
- Oswald Loretz (Deutscher, 1928–2014)
- Daniel David Luckenbill (US-Amerikaner, 1891–1927)
- David Gordon Lyon (US-Amerikaner, 1852–1935)

## M
- Joachim Marzahn (Deutscher, * 1949)
- Stefan Maul (Deutscher, * 1958)
- Walter Mayer (Deutscher, 1941–2019)
- Bruno Meissner (Deutscher, 1868–1947)
- Eduard Meyer (Deutscher, 1855–1930)
- Piotr Michałowski  (Pole, * 1948)
- Jared L. Miller (Kanadier, * 1969)

## N
- Wolfram Nagel (Deutscher, 1923–2019)
- Günter Neumann (Deutscher, 1920–2005)
- Hans Neumann (Deutscher, * 1953)
- Jean Nougayrol (Franzose, 1900–1975)

## O
- Joan Oates (US-Amerikanerin/Britin, 1928–2023)
- Jules Oppert (Deutsch-Franzose, 1825–1905)
- Julia Orlamünde (Deutsche, 1964–2008)
- Heinrich Otten (Deutscher, 1913–2012)

## P
- Felix Ernst Peiser (Deutscher, 1862–1921)
- Herbert Petschow (Deutscher, 1909–1991)
- Giovanni Pettinato (Italiener, 1934–2011)
- Maciej Popko (Pole 1936–2014)
- James B. Pritchard (US-Amerikaner, 1909–1997)
- Jaan Puhvel (Este/US-Amerikaner, * 1932)

## R
- Hormuzd Rassam (Assyrer, 1826–1910)
- Henry Rawlinson (Brite, 1810–1895)
- Erica Reiner (Hungaro-US-Amerikanerin, 1924–2005)
- Johannes Renger (Deutscher, 1934–2023)
- Elisabeth Rieken (Deutsche, * 1965)
- Wolfgang Röllig (Deutscher, 1932–2023)

## S
- Henry William Frederick Saggs (Brite, 1920–2005)
- Walther Sallaberger (Österreicher, * 1963)
- Hanspeter Schaudig (Deutscher)
- Denise Schmandt-Besserat (US-Amerikanerin, * 1933)
- Anton von Scholz (Deutscher, 1829–1908)
- Rüdiger Schmitt (Deutscher, * 1939)
- Eberhard Schrader (Deutscher, 1836–1908)
- Einar von Schuler (Deutscher, 1930–1990)
- Gebhard J. Selz (Deutscher, * 1950)
- George Smith (Engländer, 1840–1876)
- Wolfram von Soden (Deutscher, 1908–1996)
- Ferdinand Sommer (Deutscher, 1874–1962)
- Walter Sommerfeld (Deutscher, * 1951)
- Oguz Soysal (Türke, * 1961)
- Ephraim Avigdor Speiser (Pole, 1902–1965)
- Frank Starke (Deutscher)
- Matthew W. Stolper (US-Amerikaner, * 1944)
- Michael P. Streck (Deutscher, * 1965)

## T
- François Thureau-Dangin (Franzose, 1872–1944)
- Johann Tischler (Österreicher, 1946–2019)

## U
- Ahmet Ünal (Türke, * 1943)
- Arthur Ungnad (Deutscher, 1879–1945)

## V
- Charles Virolleaud (Franzose, 1879–1968)
- Konrad Volk (Deutscher, * 1955)

## W
- Arnold Walther (Deutscher, 1880–1938)
- Otto Weber (Deutscher, 1877–1928)
- Ernst Friedrich Weidner (Deutscher, 1891–1976)
- Joan Goodnick Westenholz (US-Amerikanerin, 1943–2013)
- Gernot Wilhelm (Deutscher, * 1945)
- Hugo Winckler (Deutscher, 1863–1913)

## Y
- Edwin M. Yamauchi (Japano-US-Amerikaner, * 1937)
- Norman Yoffee (US-Amerikaner, * 1944)

## Z
- Annette Zgoll (Deutsche, * 1970)